# 와타나베 유미
와타나베 유미(일본어: 渡邊 由美, 1970년 7월 2일 ~ )는 일본의 은퇴한 여자 축구 선수이다.

## 국가대표팀 경력
그녀는 1988년 6월1일 미국과의 경기에서 일본 국가대표팀에 데뷔했다. 1989년 AFC 여자 축구 선수권 대회 3위, 1990년 아시안 게임 은메달 획득에 기여했으며 1991년 FIFA 여자 월드컵에도 출전했다. 그녀는 1991년까지 국제 A매치 19경기에 출전해서 2득점을 넣었다.

## 통계
| 일본 | 일본 | 일본 |
| 연도 | 출전 | 득점 |
| ---- | ---- | ---- |
| 1988 | 2    | 0    |
| 1989 | 9    | 2    |
| 1990 | 6    | 0    |
| 1991 | 2    | 0    |
| 통산 | 19   | 2    |